# Ulrike Meinhof
Ulrike Marie Meinhof, née le 7 octobre 1934 à Oldenbourg et morte le 9 mai 1976 à Stuttgart, est une journaliste et activiste politique, devenue à partir de 1970 l'une des dirigeantes du groupe terroriste d'extrême gauche Fraction armée rouge, qui perpétra de nombreux attentats en Allemagne durant les années 1960-1970.
Elle est arrêtée le 15 juin 1972 à la suite d'une dénonciation et condamnée à huit ans de prison le 29 novembre 1974. Elle se suicide dans la prison de Stuttgart-Stammheim le 9 mai 1976.

## Biographie

### Jeunesse
Ulrike Meinhof est la fille de l'historien Werner Meinhof (1901-1940). En 1954, après la mort de sa mère, elle vit chez Renate Riemeck qui édite Frauen gegen Faschismus (femmes contre le fascisme), et participe avec elle au mouvement de protestation contre la bombe atomique.
Elle fait des études en philosophie, pédagogie, sociologie et allemand à l'université de Marbourg en 1955-1956. Là, elle est soutenue par la Studienstiftung des deutschen Volkes. En 1957, elle change d'université et continue ses études à l'université de Münster où elle devient membre de l'Union socialiste allemande des étudiants. Adolescente extrêmement indépendante et libre, elle est bisexuelle.

### Parcours politique
Elle épouse à 21 ans Klaus Rainer Roehl, directeur de la revue d'extrême-gauche Konkret, dont elle devient l'éditorialiste jusqu'en 1968. Ils auront ensemble deux filles, qu'elle abandonnera en 1970 « avant son passage à la clandestinité, en voulant les placer dans un orphelinat palestinien » pour les « soustraire à son mari » après leur divorce.
L’itinéraire politique de Meinhof se construit à travers de nombreuses luttes : elle participe à la campagne contre le réarmement de l’Allemagne, elle milite contre l’armement nucléaire. Elle rejoint le Parti communiste d'Allemagne, alors illégal, de 1958 à 1964, puis l'Union socialiste allemande des étudiants. Enfin, elle s'engage dans l’opposition extra-parlementaire en 1967-1968.
Elle écrit le scénario du film Bambule (Fernsehspiel) (de) (Mutinerie), réalisé par Eberhard Itzenplitz (de), sur des jeunes filles internées en centre fermé, qui sera censuré pendant plus de vingt ans[réf. nécessaire].
Pendant les années 1960, elle se radicalise progressivement. En 1968, traumatisée par l'anéantissement du Printemps de Prague par le Pacte de Varsovie, elle décide d'apporter son soutien à un sabotage contre un navire de guerre commandé par le Portugal au chantier naval Blohm + Voss à Hambourg. À la suite d'une tentative d'assassinat manquée contre Rudi Dutschke, leader du SDS, elle opte pour la lutte clandestine et s'allie au groupe de lutte armée d'extrême gauche Rote Armee Fraktion. Elle participe à la libération d'Andreas Baader le 14 mai 1970, qui devait se faire sans violence, mais dégénère, ainsi qu'à plusieurs sabotages dont la destruction de l'ordinateur américain chargé de programmer les bombardements du Viêt Nam.

### Arrestation et emprisonnement
Au mois de mai 1972, six attentats sont commis par le groupe Baader-Meinhof contre des installations militaires américaines, des tribunaux, des commissariats de police. Une bombe explose dans les locaux des éditions Springer à Hambourg, faisant cinq morts et plusieurs dizaines de blessés. Le 1er juin, Andreas Baader, Jan-Carl Raspe et Holger Meins sont capturés à Francfort. Une semaine plus tard, c'est le tour de Gudrun Ensslin à Hambourg. Le 15 juin, Ulrike Meinhof est arrêtée à Hanovre,.
Après l'assassinat des athlètes israéliens lors des J.O. de Munich (septembre 1972), Meinhof rédige une analyse louant les terroristes palestiniens, compare les athlètes israéliens à des nazis, et le ministre de la Défense israélien, Moshé Dayan, à Heinrich Himmler,. Durant la prise d'otage, les terroristes palestiniens, révélant leurs liens avec leurs homologues allemands, avaient réclamé la libération d'Andreas Baader et la sienne ; elle était considérée comme le cerveau de la « Bande à Baader ».
Condamnée à huit ans de prison le 29 novembre 1974, elle est placée au secret rigoureux et soumise à un isolement sensoriel total. Elle reste seule dans une cellule hermétiquement close aux murs peints en blanc et nus ; l'éclairage au néon est maintenu en permanence ; elle n'a pas de voisins ; aucun son, aucune odeur ne lui parviennent (voir privation sensorielle). Ce traitement la conduit au bord de la folie,.

### Mort
Le matin du 9 mai 1976, Ulrike Meinhof est retrouvée pendue dans sa cellule de la prison de Stammheim (en) à Stuttgart. 

À la demande de sa sœur, deux autopsies sont effectuées. Elles concluent toutes les deux à la mort par strangulation sans intervention d'un tiers, et donc à un suicide. Ces conclusions seront remises en question dans un Rapport de la Commission internationale d'enquête, publié en 1979 par François Maspero : « Il est tout à fait improbable qu'Ulrike Meinhof se soit suicidée, mais il n'est pas possible d'autre part d'apporter la preuve formelle de son assassinat ».
Des manifestations de protestation ont lieu à Francfort le 10 mai.

Ses obsèques se déroulent le 15 mai 1976 dans le cimetière protestant de Dreifaltigkeit à Berlin-Mariendorf en présence de sa sœur Wienke Zitzlaff, des avocats Hans-Heinz Heldmann, Klaus Croissant et d'une foule d'environ 3 500 personnes.

## Publications
- Mutineries et autres textes d'Ulrike Meinhof ; Déclarations et analyses des militants de la Fraction Armée rouge emprisonnés à Stammheim ; Édition des Femmes ; 1977.
- Textes des prisonniers de la Fraction Armée rouge et dernières lettres d'Ulrike Meinhof; Édition François Maspero ; collection Cahiers libres ; 1977
- Ulrike Meinhof, Tout le monde parle de la pluie et du beau temps. Pas nous. Textes choisis et présentés par Karin Bauer, Préface de Elfriede Jelinek, Traduit de l’anglais et de l’allemand par Isabelle Totikaev et Luise von Flotow,  (ISBN 978-2-89091-641-8), 2018
- Ulrike Meinhof, Flingue, conscience et collectif. Textes traduit et choisis par ses anciens camarades. Premiers Matins de Novembre Editions, collection Au bout du fusil, 2024  (ISBN 9782492857089)

## Dans la culture populaire
- Ulrike Meinhof est l'un des personnages centraux du film allemand La Bande à Baader de Uli Edel, sorti en 2008 (titre original : Der Baader Meinhof Komplex). Son rôle est tenu par l'actrice allemande Martina Gedeck.
- Les dramaturges italiens Dario Fo et Franca Rame ont écrit un monologue intitulé Moi, Ulrike, Je crie, évoquant la lutte de la prisonnière pour ne pas devenir folle.
- Le poète et rappeur espagnol Pablo Hasél lui a dédié l'une de ses maquettes intitulé Escribiendo con Ulrike Meinhof.
- Dans Ulrike Meinhof 68-76 RFA, l'écrivain Alain Lacroix en fait le personnage principal de son roman en tentant de reconstituer la trajectoire de la militante.
- Le groupe Soldat Louis a écrit une chanson intitulée Ulrike & Andreas sur l'album Sales gosses (2006) ayant pour thème les actions de la bande à Baader.

### Bibliographie

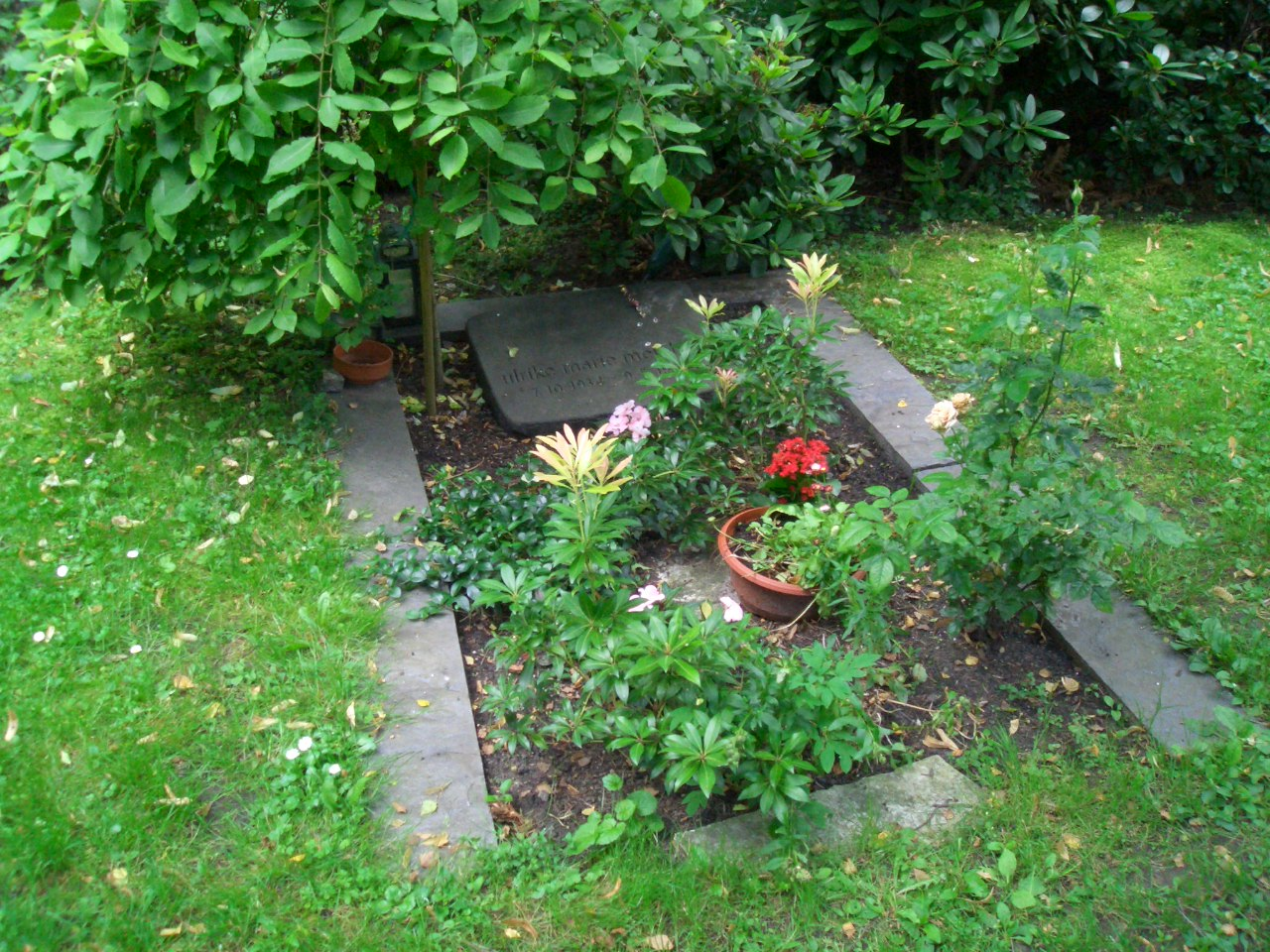
Sépulture d'Ulrike Meinhof au cimetière Dreifaltigkeit à Berlin-Mariendorf.

### Documentaire
- Ulrike Marie Meinhof, de Timon Koulmasis, coproduit par les Films du village et Arte, prix Europa 1994 et Fipa d'argent 1995 (Festival international des programmes audiovisuels).